# Championnats du monde de course en ligne de canoë-kayak de 2001
Navigation
Édition précédente Édition suivante
Les trente-et-unièmes championnats du monde de course en ligne de canoë-kayak se sont déroulés à Poznań (Pologne) en 2001.

## Podiums

### Hommes

#### Canoë
| Epreuve    | Or                                                                    | Temps | Argent                                                                                        | Temps | Bronze                                                                          | Temps |
| C-1 200 m  | Dmitriy Sabin (UKR)                                                   |       | Maxim Opalev (RUS)                                                                            |       | Michal Sliwinski (POL)                                                          |       |
| C-1 500 m  | Maxim Opalev (RUS)                                                    |       | György Kolonics (HUN)                                                                         |       | Andreas Dittmer (GER)                                                           |       |
| C-1 1000 m | Andreas Dittmer (GER)                                                 |       | Martin Doktor (CZE)                                                                           |       | György Kolonics (HUN)                                                           |       |
| C-2 200 m  | Pologne Pawel Bereszkiewicz Daniel Jedraszsko                         |       | Roumanie Ionel Averian Mikhail Vartolemei                                                     |       | Cuba Ibrahim Rojas Leobaldo Pereira                                             |       |
| C-2 500 m  | Cuba Ibrahim Rojas Leobaldo Pereira                                   |       | Pologne Daniel Jedraszsko Pawel Bereszkiewicz                                                 |       | Roumanie Mitica Pricop Florin Popescu                                           |       |
| C-2 1000 m | Pologne Marcin Kobierski Michal Sliwinski                             |       | Espagne José Alfredo Bea David Mascato                                                        |       | Cuba Ibrahim Rojas Leobaldo Pereira                                             |       |
| C-4 200 m  | Hongrie György Zala György Kozmann Béla Belicza Gábor Ivan            |       | Tchéquie Petr Netusil Jan Brecka Petr Fuksa Kari Kozisek                                      |       | Russie Aleksandr Kovalyov Aleksandr Kostoglod Vladislav Polozounov Maxim Opalev |       |
| C-4 500 m  | Roumanie Iosif Anisim Florin Popescu Mikhail Vartolemei Ionel Averian |       | Hongrie György Zala György Kozmann Béla Belicza Gábor Ivan                                    |       | Russie Roman Krugylakov Konstantin Fomichev Vladimir Ladocha Aleksey Volkonskiy |       |
| C-4 1000 m | Hongrie György Zala György Kozmann Béla Belicza Gábor Ivan            |       | Biélorussie Ivan Skovorodkin Aleksandr Bagdanovich Aleksandr Kurlandchik Aleksandr Zhukovskiy |       | Roumanie Iosif Anisim Chirac Marcov Ionel Averian Mikhail Vartolemei            |       |

#### Kayak
| Epreuve    | Or                                                                       | Temps | Argent                                                                   | Temps | Bronze                                                                     | Temps |
| K-1 200 m  | Ronald Rauhe (GER)                                                       |       | Oleskey Slivinskiy (UKR)                                                 |       | Anton Ryakhov (UZB)                                                        |       |
| K-1 500 m  | Ákos Vereckei (HUN)                                                      |       | Anton Ryakhov (UZB)                                                      |       | Javier Correa (ARG)                                                        |       |
| K-1 1000 m | Babak Amir-Tahmasseb (FRA)                                               |       | Javier Correa (ARG)                                                      |       | Lutz Liwowski (GER)                                                        |       |
| K-2 200 m  | Lituanie Alvydas Duonela Egidijus Balciunas                              |       | Allemagne Ronald Rauhe Tim Wieskötter                                    |       | Ukraine Mykola Zaichenkov Mykhaylo Luchnik                                 |       |
| K-2 500 m  | Allemagne Ronald Rauhe Tim Wieskötter                                    |       | Lituanie Alvydas Duonela Egidijus Balciunas                              |       | Suède Markus Oscarsson Henrik Nilsson                                      |       |
| K-2 1000 m | Norvège Eirik Veras Larsen Nils Fjeldheim                                |       | Hongrie Krisztián Bártfai Krisztián Veréb                                |       | Allemagne Marc Westphalen Marco Herszel                                    |       |
| K-4 200 m  | Hongrie Gyula Kajner Vince Fehérvári István Bée Robert Hegedus           |       | Russie Roman Zaroubin Aleksandr Ivannik Denys Tourtchenkov Andrey Tissin |       | Ukraine Oleskey Slivinskiy Mykola Zaichenkov Mykhaylo Luchnik Boris Markin |       |
| K-4 500 m  | Russie Roman Zaroubin Aleksandr Ivannik Denys Tourtchenkov Andrey Tissin |       | Roumanie Vasile Curuzan Marian Babin Geza Magyar Romică Şerban           |       | Slovaquie Richard Riszdorfer Michal Riszdorfer Erik Vlcek Juraj Baca       |       |
| K-4 1000 m | Allemagne Andreas Ihle Mark Zabel Björn Bach Stefan Ulm                  |       | Hongrie Zoltán Kammerer Botond Storcz Roland Kökény Gábor Horváth        |       | Russie Roman Zaroubin Aleksandr Ivannik Denys Tourtchenkov Oleg Gorobiy    |       |

### Femmes

#### Kayak
| Epreuve    | Or                                                                   | Temps | Argent                                                                      | Temps | Bronze                                                                     | Temps |
| K-1 200 m  | Karen Furneaux (CAN)                                                 |       | Elzbieta Urbancyzk (POL)                                                    |       | Szilvia Szabó (HUN)                                                        |       |
| K-1 500 m  | Josefa Idem (ITA)                                                    |       | Katrin Borchert (AUS)                                                       |       | Katalin Kovács (HUN)                                                       |       |
| K-1 1000 m | Josefa Idem (ITA)                                                    |       | Katrin Wagner (GER)                                                         |       | Katrin Borchert (AUS)                                                      |       |
| K-2 200 m  | Espagne Izaskun Aramburu Sonia Molanes                               |       | Pologne Beata Sokołowska-Kulesza Aneta Pastuszka                            |       | Hongrie Kinga Dekany Erzsébet Viski                                        |       |
| K-2 500 m  | Hongrie Szilvia Szabó Kinga Bota                                     |       | Pologne Beata Sokołowska-Kulesza Aneta Pastuszka                            |       | Espagne Sonia Molanes Beatriz Manchón                                      |       |
| K-2 1000 m | Allemagne Manuela Mucke Nadine Opgen-Rhein                           |       | Australie Katrin Borchert Katrin Kieseler                                   |       | Espagne Beatriz Manchón Sonia Molanes                                      |       |
| K-4 200 m  | Hongrie Kinga Dekany Krisztina Fazekas Erzsébet Viski Katalin Kovács |       | Espagne María Teresa Portela Maria Garcia Belen Sánchez Ana Maria Penas     |       | Pologne Karolina Sadalska Aneta Pastuszka Dorota Kuczkowska Joanna Skowron |       |
| K-4 500 m  | Hongrie Katalin Kovács Szilvia Szabó Kinga Bota Erzsébet Viski       |       | Allemagne Manuela Mucke Katrin Wagner Anett Schuck Nadine Opgen-Rhein       |       | Espagne Maria Garcia Belen Sánchez María Teresa Portela Ana Maria Penas    |       |
| K-4 1000 m | Hongrie Kinga Dekany Szilvia Szabó Erzsébet Viski Kinga Bota         |       | Pologne Karolina Sadalska Aneta Bialkowska Dorota Kuczkowska Joanna Skowron |       | Ukraine Hanna Balabanova Natalia Fikilisova Inna Osypenko Tatyana Semikina |       |

## Tableau des médailles
| Rang  | Nation      | Or | Argent | Bronze | Total |
| ----- | ----------- | -- | ------ | ------ | ----- |
| 1     | Hongrie     | 8  | 4      | 4      | 16    |
| 2     | Allemagne   | 5  | 3      | 3      | 11    |
| 3     | Pologne     | 2  | 5      | 2      | 9     |
| 4     | Russie      | 2  | 2      | 3      | 7     |
| 5     | Italie      | 2  | 0      | 0      | 2     |
| 6     | Espagne     | 1  | 2      | 3      | 6     |
| 7     | Roumanie    | 1  | 2      | 2      | 5     |
| 8     | Ukraine     | 1  | 1      | 3      | 5     |
| 9     | Lituanie    | 1  | 1      | 0      | 2     |
| 10    | Cuba        | 1  | 0      | 2      | 3     |
| 11    | Canada      | 1  | 0      | 0      | 1     |
| 12    | France      | 1  | 0      | 0      | 1     |
| 13    | Norvège     | 1  | 0      | 0      | 1     |
| 14    | Australie   | 0  | 2      | 1      | 3     |
| 15    | Tchéquie    | 0  | 2      | 0      | 2     |
| 16    | Argentine   | 0  | 1      | 1      | 2     |
| 17    | Ouzbékistan | 0  | 1      | 1      | 2     |
| 18    | Biélorussie | 0  | 1      | 0      | 1     |
| 19    | Slovaquie   | 0  | 0      | 1      | 1     |
| 20    | Suède       | 0  | 0      | 1      | 1     |
| Total | Total       | 27 | 27     | 27     | 81    |